# Câu lạc bộ bóng đá Hoàng Anh Gia Lai
Câu lạc bộ bóng đá Hoàng Anh Gia Lai, thường được gọi ngắn gọn là Hoàng Anh Gia Lai (HAGL), là một câu lạc bộ bóng đá chuyên nghiệp Việt Nam có trụ sở ở phường Pleiku, tỉnh Gia Lai và hiện đang chơi ở V.League 1, hạng đấu cao nhất của bóng đá Việt Nam. Sân nhà của họ là sân vận động Pleiku.

## Lịch sử phát triển
Tiền thân của câu lạc bộ là Đội bóng đá Gia Lai – Kon Tum, thành lập năm 1976. Dù là một đội bóng nghiệp dư, đội cũng từng có lần đoạt chức vô địch giải A2 (tương đương với hạng Nhất hiện nay) khu vực 5 (bao gồm các tỉnh Nam Trung bộ và Tây Nguyên). Năm 1991, tỉnh Gia Lai – Kon Tum được tách về địa giới hành chính; một số cầu thủ của đội Gia Lai – Kon Tum trở về làm nòng cốt cho đội bóng mới với tên gọi Đội bóng đá Gia Lai.
Trong 10 năm, đội bóng được tổ chức với mô hình đơn vị sự nghiệp với thành tích thi đấu trung bình ở giải hạng Nhất và không mấy tiếng tăm trên bản đồ bóng đá Việt Nam. Năm 2001, đội bóng được chuyển sang mô hình bán chuyên nghiệp dưới sự tài trợ của Tập đoàn Hoàng Anh Gia Lai. Trước mùa bóng 2002, Chủ tịch đội bóng Đoàn Nguyên Đức đã gây nên tiếng vang bằng bản hợp đồng với tiền đạo đội trưởng Đội tuyển bóng đá quốc gia Thái Lan, Kiatisuk Senamuang, danh thủ số 1 Đông Nam Á vào thời điểm đó. Trên báo chí Thái Lan chạy những dòng "tít" lớn "Hoàng Anh là ai? Gia Lai ở đâu" đầy nhạo báng, còn các phương tiện truyền thông tại Việt Nam cũng có nhiều hoài nghi về khả năng thu hút một cầu thủ đẳng cấp như Kiatisuk về tỉnh lẻ Gia Lai. Tuy nhiên, mọi lời đồn đoán đều chấm dứt vào ngày 17 tháng 2 năm 2002, khi Kiatisuk và đồng đội là tiền vệ Chukiat đến Việt Nam để chuẩn bị thi đấu cho đội bóng. Đây được coi là một trong những bản hợp đồng thành công nhất của bóng đá Việt Nam. Kiatisuk giúp đội bóng Hoàng Anh Gia Lai lên hạng ngay tại mùa giải năm đó. Kết thúc mùa bóng, đội chính thức được chuyển giao cho Tập đoàn Hoàng Anh Gia Lai quản lý, đổi tên thành Câu lạc bộ bóng đá Hoàng Anh Gia Lai, trở thành một trong những câu lạc bộ bóng đá chuyên nghiệp đầu tiên tại Việt Nam.
Trong những năm sau đó, câu lạc bộ đã xây dựng được một đội bóng được người hâm mộ Việt Nam đặt biệt danh "Dream Team", sau khi các tuyển thủ Thái như Dusit Chalermsan, Chukiat Noosarung tới đầu quân tạo thành bộ xương sống Thái Lan cho đội bóng. Bầu Đức bổ sung thêm cho bộ khung này một đội hình gồm hầu như toàn tuyển thủ Việt Nam bằng các bản hợp đồng với thủ môn Võ Văn Hạnh; các hậu vệ Nguyễn Mạnh Dũng, Nguyễn Phi Hùng, Trịnh Duy Quang, Lương Trung Tuấn; các tiền vệ Lê Quốc Vượng, Nguyễn Văn Đàn, Nguyễn Hữu Đang; các tiền đạo Văn Sĩ Hùng, Nguyễn Việt Thắng, Nguyễn Minh Hải, Ngô Quang Trường. Với đội hình trên câu lạc bộ lập kỳ tích đoạt ngôi vô địch V-League 2003 sau khi vừa mới lên hạng và bảo vệ thành công danh hiệu của mình ở mùa giải năm sau. Đồng thời đội cũng giành hai Siêu cúp Quốc gia các năm đó.
Sau thành công bước đầu, vì nhiều lý do, lứa cầu thủ trên đều lần lượt rời câu lạc bộ. Các trụ cột cũ như Kiatisuk, Dusit, Trịnh Duy Quang dần qua thời kỳ đỉnh cao. Các bản hợp đồng đỉnh đám mới của câu lạc bộ với Kesley Alves, Tawan Sripan rồi tiền vệ tổ chức đội tuyển Thái Datsakorn Thonglao đều không phát huy được thương hiệu của mình. "Gỗ" trắng tay danh hiệu từ đó.
Nhưng thành công nhất trong khoảng thời gian này của câu lạc bộ chính là năm 2007, khi Hoàng Anh Gia Lai đã thành công trong việc ký thỏa thuận với câu lạc bộ bóng đá Anh Arsenal để mở học viện bóng đá ở Pleiku. Hoàng Anh Gia Lai cũng là đối tác chính của Arsenal trong việc kinh doanh ở khu vực Đông Nam Á. Sau hai năm, sự phát triển của lứa cầu thủ đầu tiên của học viện được đánh giá là rất hứa hẹn.
Đến mùa giải 2009, Hoàng Anh Gia Lai tiếp tục có sự đầu tư mạnh mẽ để tìm lại ngôi vương. Câu lạc bộ ký được hợp đồng với tuyển thủ quốc gia người Mỹ gốc Việt Lee Nguyễn; ba tuyển thủ quốc gia hay Olympic quốc gia từ Đồng Tháp là Phan Thanh Bình, Đoàn Việt Cường, Dương Văn Pho; cựu tuyển thủ quốc gia người Huế Lê Văn Trương. Với lực lượng tăng cường kể trên, trước khi mùa giải diễn ra, bầu Đức tuyên bố "có tới 98% khả năng HAGL sẽ vô địch V-League mùa 2009". Tuy nhiên. đến cuối mùa giải, Hoàng Anh Gia Lai lại không thành công khi chỉ xếp thứ 6.
Sang mùa giải 2010, câu lạc bộ Hoàng Anh Gia Lai đã có sự thay đổi trong kế hoạch phát triển đội bóng khi sử dụng nhiều cầu thủ trẻ do chính mình đào tạo, thay vì ồ ạt mua sắm như những mùa giải trước. Đồng thời, huyền thoại của câu lạc bộ, cựu tiền đạo người Thái Lan, Kiatisuk được chủ tịch câu lạc bộ Đoàn Nguyễn Đức mời về dẫn dắt đội bóng. Câu lạc bộ đã có bước chạy đà khá tốt trước thềm mùa giải mới khi giành chức vô địch giải bóng đá TP. Hồ Chí Minh mở rộng - Navibank Cup 2010. Tuy nhiên, thành tích tại giải vô địch quốc gia vẫn chưa được cải thiện nhiều khi kết thúc mùa giải V-League 2010, Hoàng Anh Gia Lai chỉ xếp thứ 7 và về Nhì tại Cúp Quốc gia.
Mùa giải 2011, Hoàng Anh Gia Lai tiếp tục thực hiện chiến lược trẻ hóa đội hình khi sử dụng nhiều cầu thủ trẻ bên cạnh những cựu binh, cùng những cầu thủ ngoại chất lượng như Allan Wanga, Benjamin, Evaldo Goncalves. Tuy nhiên, đây là mùa giải mà phong độ của toàn đội rất thất thường. Dù huấn luyện viên Dusit đã rời ghế huấn luyện sau lượt đi và thay vào đó là huấn luyện viên Huỳnh Văn Ảnh nhưng thành tích của đội không những không mấy cải thiện mà còn có dấu hiệu đi xuống. Kết thúc mùa giải 2011, Hoàng Anh Gia Lai xếp ở vị trí thứ 9, đây là thành tích kém nhất kể từ khi câu lạc bộ lên chơi V-League.
Tuy thất bại toàn diện ở V-League 2011, nhưng Hoàng Anh Gia Lai đã đón nhận những dấu hiệu tích cực từ lứa cầu thủ trẻ. Những gương mặt trụ cột của Hoàng Anh Gia Lai mùa giải 2011 như Nguyễn Tuấn Mạnh, Lê Hoàng Thiên, Nguyễn Thái Dương, Bùi Xuân Hiếu lần lượt được triệu tập lên đội tuyển U-23 Việt Nam tham dự SEA Games 26. Đây cũng chính là lứa cầu thủ được kỳ vọng đem lại diện mạo mới cho câu lạc bộ trong thời gian tới và xa hơn là đưa câu lạc bộ trở lại với ngôi vương.
Sang mùa giải 2012, Hoàng Anh Gia Lai thực hiện cuộc cách mạng trên băng ghế huấn luyện, khi Ban lãnh đạo câu lạc bộ quyết định mời huấn luyện viên người Hàn Quốc Choi Yoon Gyum về dẵn dắt đội bóng. Vị huấn luyện viên người Hàn Quốc đã cải thiện tốt vấn đề thể lực và sự chuyên nghiệp trong thi đấu của cầu thủ. Vị trí thứ 5 khi mùa giải kết thúc vẫn được coi là một thành tích không tồi của ông Choi Yoon-gyum và các cầu thủ.
Mùa giải V.League 2015 là một cuộc đại cách mạng đối với đội bóng. Sau những thành công nhất định của lứa cầu thủ trẻ Học viện Hoàng Anh Gia Lai Arsenal-JMG, bầu Đức đã thực hiện một điều chưa đội bóng nào từng làm: thay máu toàn bộ đội bóng cả trong lẫn ngoài. Sân vận động Pleiku được sửa sang lại với dàn đèn chiếu sáng được cải tiến, phòng thay đồ của các cầu thủ được xây dựng theo tiêu chuẩn của các đội bóng hàng đầu châu Âu. Các cầu thủ được sắm những thiết bị luyện tập hiện đại nhất, trị giá đến hàng tỷ đồng. Các cầu thủ cũ bị bán cho các đội bóng khác, được thay thế bởi khóa một U-19 Hoàng Anh Gia Lai, với những cầu thủ đầy triển vọng như Công Phượng, Xuân Trường, Tuấn Anh,..., cùng với một vài cầu thủ từng thi đấu cho đội một trong những mùa giải trước đó như Hoàng Thiên. Băng ghế huấn luyện cũng được thay máu toàn bộ, khi vị huấn luyện viên dẫn dắt lứa U-19, ông Guillaume Graechen được đưa lên làm huấn luyện viên trưởng cùng với chuyên gia thể lực người Pháp Anthony Deban. 
Từ ngày 30 tháng 6 năm 2017, toàn bộ hợp tác giữa Arsenal và Hoàng Anh Gia Lai chấm dứt. Học viện HAGL – Arsenal JMG cũng đổi tên thành Học viện HAGL-JMG. Kết quả thi đấu của đội sau cuộc cách mạng năm 2015 là không thực sự ấn tượng và xứng đáng với kỳ vọng của người hâm mộ. Họ liên tục bị cuốn vào những cuộc đua trụ hạng hoặc phải làm "kho điểm" cho các đội bóng đua vô địch. Lứa cầu thủ lừng danh thuộc khóa 1 của Hoàng Anh Gia Lai dù có kỹ thuật xử lý trái bóng rất tốt nhưng thể lực và kinh nghiệm lại là điều họ luôn thiếu trong nhiều mùa giải. Những cầu thủ ngoại chất lượng mà Hoàng Anh Gia Lai đưa về cũng chỉ đem lại nỗi thất vọng khi không thể hòa nhập với lối chơi của đội. 

### 2021
Mùa giải 2021, Kiatisuk Senamuang đã được ban lãnh đạo đội bóng mời trở lại dẫn dắt, cùng với sự trở lại của Nguyễn Công Phượng và 2 cầu thủ ngoại mới là Kim Dong-su và Washington Brandão. CLB khởi đầu V.League 1 không mấy thuận lợi khi để thua 1-0 trước Sài Gòn với tỉ số 1-0. Trận thua này đã mở ra chuỗi 11 trận bất bại liên tiếp của đội bóng (thắng 9, hòa 2) và giúp đội bóng lọt vào nhóm 6 đội xếp trên, trước khi mùa giải 2021 phải dừng lại và sau đó bị hủy bỏ vì ảnh hưởng của đại dịch COVID-19 tại Việt Nam. Tuy nhiên, với tư cách là đội đứng đầu bảng xếp hạng V.League 1 thời điểm đó, CLB đã được chọn làm đại diện duy nhất của Việt Nam tham dự AFC Champions League 2022.  
Tháng 12 năm 2021, Học viện HAGL-JMG kết thúc hợp tác với JMG sau gần 15 năm do mong muốn thay đổi mô hình và cách thức đào tạo trẻ.

### 2022
Để chuẩn bị cho mùa giải 2022, đội bóng đã sớm chủ động chuẩn bị lực lượng với việc bổ sung trợ lý thể lực Witoon Mingkwan. Hai ngoại binh là Washington Brandão và Kim Dong-su đã được đội bóng gia hạn hợp đồng. Trung vệ người Brasil Mauricio Barbosa được đội bóng chiêu mộ để thay thế trung vệ Damir Memović. Đội bóng cũng bổ sung thêm tiền đạo Jefferson Baiano nhằm tăng cường sức mạnh cho hàng công. Bên cạnh đó, đội bóng cũng tạo điều kiện cho các cầu thủ trẻ thi đấu để có thể linh loạt thay đổi đội hình và tìm kiếm các tài năng trẻ mới.
CLB cũng đã thành lập Công ty Cổ phần Tiếp thị thể thao HAGL (HSM) nhằm đẩy mạnh hình ảnh thương hiệu trên khắp Việt Nam và hướng ra châu Á. Cũng trong mùa giải 2022, HSM sẽ đầu tư 10 tỉ đồng để hỗ trợ CLB mua sắm trang thiết bị và cải thiện sân vận động Pleiku.
Câu lạc bộ khởi động mùa giải bằng việc tham dự giải giao hữu Tiền mùa giải Cúp Hoàng đế Quang Trung 2022 tại Quy Nhơn, Bình Định và đã giành chức vô địch với 3 trận toàn thắng trước Becamex Bình Dương, SHB Đà Nẵng và đội chủ nhà Topenland Bình Định.
Sau 17 năm vắng bóng, Hoàng Anh Gia Lai đã trở lại với đấu trường AFC Champions League - giải đấu cấp câu lạc bộ số 1 châu Á (với tư cách là đội dẫn đầu V.League 1 - 2021). Đội kết thúc vòng bảng với 5 điểm và vị trí thứ ba, không thể tiếp tục vào vòng 16 đội.

### 2023
Kể từ ngày 2/11/2023, do những khó khăn về mặt tài chính, Câu lạc bộ Hoàng Anh Gia Lai phải đổi tên thành Câu lạc bộ LPBank-Hoàng Anh Gia Laiđể nhận được sự đầu tư mạnh tay của ngân hàng Bưu điện Việt Nam, gia nhập đế chế mới gồm Công an Hà Nội và Thép Xanh Nam Định.

## Sân vận động

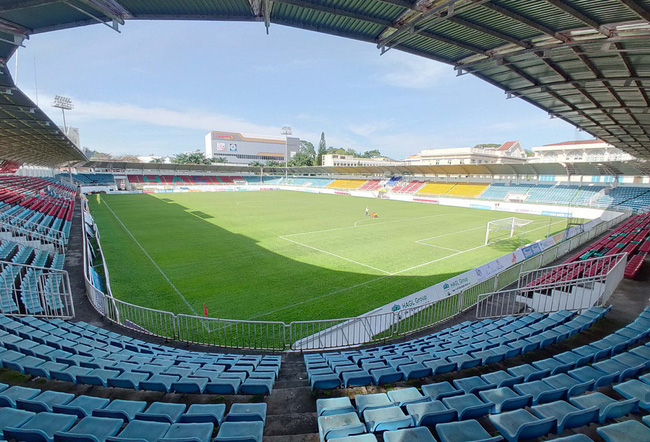
Sân vận động Pleiku, TP. Pleiku, Gia Lai, Việt Nam

Xem thêm tại đây: Sân vận động Pleiku
Sân vận động Pleiku là một sân vận động đặt tại phường Pleiku, tỉnh Gia Lai. Đây là sân nhà của câu lạc bộ Hoàng Anh Gia Lai và của 
Năm 2008, sân Pleiku được khởi công và xây dựng mới theo mô hình sân Emirates của câu lạc bộ Arsenal (đối tác chiến lược của HAGL trong hợp tác đào tạo cầu thủ tại Học viện Bóng đá HAGL-Arsenal- JMG), với tổng kinh phí xây dựng lên tới 60 tỉ đồng do Tập đoàn HAGL đầu tư toàn bộ. Sân Pleiku xây mới này đã được đưa vào hoạt động từ tháng 10 năm 2010.
Sân có sức chứa 12.000 chỗ ngồi và được lắp ghế toàn bộ, chủ yếu chỉ dành cho bóng đá và không có đường piste cho điền kinh. Đây là sân duy nhất ở V.League 1 có mái che vòng quanh sân. Sân Pleiku có đầy đủ phòng chức năng đạt tiêu chuẩn quốc tế như phòng họp báo, phòng thay đồ, y tế, massage… Tất cả đều được trang bị các thiết bị hiện đại và bố trí hợp lý. Sân sử dụng mặt cỏ lá gừng.
Trước mùa giải 2020, CLB đã tiến hành nâng cấp sân vận động: nâng cấp hệ thống dàn đèn, cabin kỹ thuật, biển quảng cáo mới và thêm khu vực dành cho người khuyết tật. Mùa giải 2022, CLB đã lên kế hoạch thay mới mặt cỏ lá gừng sang cỏ lá kim, hệ thống dàn đèn mới và bảng quảng cáo LED hoàn toàn mới.

## Hợp tác bóng đá
Câu lạc bộ bóng đá Hoàng Anh Gia Lai thành lập học viện bóng đá trực thuộc mang tên HAGL-Arsenal-JMG năm 2007, được cho là sự hợp tác giữa tập đoàn Hoàng Anh Gia Lai và câu lạc bộ Arsenal.
Năm 2013, một nhóm cổ động viên của Arsenal tại Anh phát động chiến dịch sưu tầm chữ ký kiến nghị đội bóng ngừng hợp tác với thương hiệu của tập đoàn HAGL do các cáo buộc vi phạm nhân quyền ở Campuchia và Lào. Đại diện của đội bóng Arsenal trả lời rõ ràng rằng Arsenal không hề có liên hệ chính thức nào với học viện bóng đá của Hoàng Anh Gia Lai, chuyến du đấu Việt Nam vào tháng 7 năm 2013 cũng không phải do phía HAGL tài trợ.

## Nhà tài trợ

### Trang phục thi đấu
| Giai đoạn | Hãng trang phục | Nhà tài trợ in lên áo    | Nhà tài trợ in lên áo | Nhà tài trợ in lên áo |
| Giai đoạn | Hãng trang phục | 1                        | 2                     | 3                     |
| --------- | --------------- | ------------------------ | --------------------- | --------------------- |
| 2003      | Không có        | Samsung                  | Không có              | Không có              |
| 2004      | Không có        | Hoang Anh Gia Lai Pleiku | Không có              | Không có              |
| 2005      | Không có        | Hoang Anh Gia Lai        | Không có              | Không có              |
| 2006      | Không có        | Rosso                    | Không có              | Không có              |
| 2007      | Không có        | Hatrick                  | Không có              | Không có              |
| 2008      | Không có        | GREE                     | Không có              | Không có              |
| 2009      | Không có        | HAGL-Land                | Không có              | Không có              |
| 2010      | Không có        | TOA Paint                | Không có              | Không có              |
| 2011-2012 | Không có        | VPBank                   | Không có              | Không có              |
| 2013      | Không có        | HAGL Group               | Không có              | Không có              |
| 2014-2016 | Không có        | GrowPlus+                | Nutifood              | Không có              |
| 2017      | Không có        | IQLacPro                 | VPMilk                | Không có              |
| 2018      | Mizuno          | IQLacPro                 | VPMilk                | Không có              |
| 2019      | Mizuno          | Thaco                    | Thaco                 | Không có              |
| 2020      | Mizuno          | Thaco                    | Thaco                 | Không có              |
| 2021      | Mizuno          | Red Bull                 | Bolaven Banana        | Không có              |
| 2022      | Mizuno          | Red Bull                 | BAPI                  | Không có              |
| 2023      | Mizuno          | Carabao                  | BAPI                  | LPBank                |
| 2023-24   | Kamito          | Carabao                  | LPBank                | Không có              |
| 2024-25   | Kamito          | Carabao                  | LPBank                | Không có              |

## Danh hiệu
| Giải Vô địch Quốc gia | 2 | 2003, 2004 |
| Siêu cúp Quốc gia     | 2 | 2003, 2004 |

Cấp độ trẻ:
- Vô địch: U-15

Cúp Hoàng Đế Quang Trung:
- Vô địch: 2022

## Đội hình

### Đội hình hiện tại
Tính đến mùa giải 2024-25
Ghi chú: Quốc kỳ chỉ đội tuyển quốc gia được xác định rõ trong điều lệ tư cách FIFA. Các cầu thủ có thể giữ hơn một quốc tịch ngoài FIFA.
| Số | VT | Quốc gia | Cầu thủ                        |
| -- | -- | -------- | ------------------------------ |
| 1  | TM | Việt Nam | Dương Văn Lợi                  |
| 2  | HV | Việt Nam | Lê Văn Sơn                     |
| 3  | HV | Việt Nam | Phạm Lý Đức                    |
| 4  | HV | Việt Nam | A Hoàng                        |
| 6  | TV | Việt Nam | Trần Thanh Sơn                 |
| 7  | HV | Việt Nam | Nguyễn Thanh Nhân              |
| 8  | TV | Việt Nam | Châu Ngọc Quang (vice-captain) |
| 9  | TĐ | Brasil   | Jeferson Elías                 |
| 10 | TV | Việt Nam | Trần Minh Vương (captain)      |
| 15 | TĐ | Việt Nam | Trần Bảo Toàn                  |
| 16 | TĐ | Việt Nam | Trần Gia Bảo                   |
| 17 | TV | Việt Nam | Hồ Minh Quyền                  |
| 18 | TV | Việt Nam | Lê Hữu Phước                   |

| Số | VT | Quốc gia | Cầu thủ            |
| -- | -- | -------- | ------------------ |
| 20 | TV | Việt Nam | Cao Hoàng Minh     |
| 21 | HV | Việt Nam | Nguyễn Văn Triệu   |
| 22 | TV | Brasil   | Marciel            |
| 24 | TM | Việt Nam | Phan Đình Vũ Hải   |
| 25 | TM | Việt Nam | Trần Trung Kiên    |
| 27 | HV | Việt Nam | Nguyễn Cảnh Anh    |
| 28 | HV | Việt Nam | Nguyễn Hữu Anh Tài |
| 30 | TĐ | Việt Nam | Vũ Minh Hiếu       |
| 33 | HV | Brasil   | Jairo              |
| 60 | TV | Việt Nam | Võ Đình Lâm        |
| 66 | HV | Việt Nam | Phan Du Học        |
| 81 | HV | Việt Nam | Nguyễn Duy Thắng   |
| 86 | TV | Việt Nam | Dụng Quang Nho     |

### Không nằm trong danh sách thi đấu
Ghi chú: Quốc kỳ chỉ đội tuyển quốc gia được xác định rõ trong điều lệ tư cách FIFA. Các cầu thủ có thể giữ hơn một quốc tịch ngoài FIFA.
| Số | VT | Quốc gia | Cầu thủ            |
| -- | -- | -------- | ------------------ |
| —  | TV | Việt Nam | Lê Huy Kiệt        |
| —  | TM | Việt Nam | Huỳnh Trần Bảo Duy |

### Cho mượn
Ghi chú: Quốc kỳ chỉ đội tuyển quốc gia được xác định rõ trong điều lệ tư cách FIFA. Các cầu thủ có thể giữ hơn một quốc tịch ngoài FIFA.
| Số | VT | Quốc gia | Cầu thủ                                                     |
| -- | -- | -------- | ----------------------------------------------------------- |
| —  | HV | Việt Nam | Nguyễn Cảnh Anh (cho mượn đến LPBank Thành phố Hồ Chí Minh) |
| —  | TĐ | Việt Nam | Trần Hữu Đăng (cho mượn đến Hải Phòng)                      |

| Số | VT | Quốc gia | Cầu thủ                                                  |
| -- | -- | -------- | -------------------------------------------------------- |
| —  | TĐ | Việt Nam | Vũ Minh Hiếu (cho mượn đến LPBank Thành phố Hồ Chí Minh) |
| —  | TĐ | Việt Nam | Lê Minh Bình (cho mượn đến PVF-CAND)                     |
| —  | TM | Việt Nam | Nguyễn Đình Tùng (cho mượn đến Hải Phòng)                |

### Số áo vinh danh
Ghi chú: Quốc kỳ chỉ đội tuyển quốc gia được xác định rõ trong điều lệ tư cách FIFA. Các cầu thủ có thể giữ hơn một quốc tịch ngoài FIFA.
| Số | VT | Quốc gia | Cầu thủ                                                                                       |
| -- | -- | -------- | --------------------------------------------------------------------------------------------- |
| 13 | TĐ | Thái Lan | Kiatisuk Senamuang                                                                            |
| 14 | HV | Việt Nam | Võ Bá Khôi (Để tưởng nhớ cầu thủ qua đời do tai nạn giao thông khi đang thi đấu cho đội bóng) |

## Thành viên nổi bật

### Cầu thủ nước ngoài xuất sắc nhất
Cầu thủ đoạt giải Cầu thủ nước ngoài xuất sắc nhất khi đang chơi cho Hoàng Anh Gia Lai:
- Kiatisuk Senamuang – 2003, 2004

### Những cầu thủ ghi nhiều bàn thắng nhất tạiV.League
Số liệu tính đến hết mùa giải V.League 2024-25.
| #  | Tên                        | Thời gian thi đấu | Số trận | Số bàn thắng | Trung bình |
| -- | -------------------------- | ----------------- | ------- | ------------ | ---------- |
| 1  | Evaldo Rodrigues Goncalves | 2009–2013         | 82      | 68           | 0.83       |
| 2  | Kiatisuk Senamuang         | 2003–2006         | 75      | 59           | 0.79       |
| 3  | Trần Minh Vương            | 2013–2025         | 234     | 49           | 0.21       |
| 4  | Nguyễn Văn Toàn            | 2015–2022         | 177     | 46           | 0.26       |
| 5  | Nguyễn Công Phượng         | 2015–2023         | 103     | 36           | 0.35       |
| 6  | Vũ Văn Thanh               | 2015–2023         | 159     | 26           | 0.16       |
| 7  | Nguyễn Tăng Tuấn           | 2007–2011         | 64      | 23           | 0.36       |
| 8  | Nguyễn Minh Hải            | 2003–2005         | ?       | 22           | ?          |
| 9  | Agostinho Oliveira Filho   | 2007–2008         | ?       | 20           | ?          |
| 10 | Chevaughn Walsh            | 2019–2020         | 33      | 19           | 0.58       |

## Thành phần ban huấn luyện
| Ban huấn luyện LPBank Hoàng Anh Gia Lai \| Trưởng đoàn: Huấn luyện viên trưởng: Trợ lý thể lực: Trợ lý huấn luyện \| Nguyễn Tấn Anh Vũ Tiến Thành Bundit Thiabthong Witoon Mingkwan Dương Minh Ninh (đã mất) Nguyễn Văn Đàn \| | |
| Trưởng đoàn: Huấn luyện viên trưởng: Trợ lý thể lực: Trợ lý huấn luyện | Nguyễn Tấn Anh Vũ Tiến Thành Bundit Thiabthong Witoon Mingkwan Dương Minh Ninh (đã mất) Nguyễn Văn Đàn |

## Thành phần ban lãnh đạo
| Ban lãnh đạo LPBank Hoàng Anh Gia Lai \| Chủ tịch câu lạc bộ:: Giám đốc điều hành: Phó giám đốc điều hành: \| Đoàn Nguyên Đức Huỳnh Mau Trần Văn Minh \| |                                         |
| Chủ tịch câu lạc bộ:: Giám đốc điều hành: Phó giám đốc điều hành:                                                                                        | Đoàn Nguyên Đức Huỳnh Mau Trần Văn Minh |

## Các huấn luyện viên trong lịch sử
| Các huấn luyện viên trưởng của LPBank Hoàng Anh Gia Lai \| - 2005-2006: Arjhan Somgamsak - 2006-2006: Kiatisuk Senamuang - 2006-2007: Chatchai Paholpat[18]. - 2007-2008: Anant Amornkiat - 2008-2009: Dusit Chalermsan \| - 2009-2010: Chatchai Paholpat - 2010-2011: Kiatisuk Senamuang[16] - 2011-2011: Dusit Chalermsan[19] - 2011-2011: Huỳnh Văn Ảnh - 2012 - 2014: Choi Yoon-Kyum - 2014 - 2015: Guillaume Graechen - 2015- 10/2017: Nguyễn Quốc Tuấn - 10/2017-4/2019: Dương Minh Ninh - 4/2019-9/2020: Lee Tae-hoon - 9-10/2020: Dương Minh Ninh và Nguyễn Văn Đàn - 11/2020-: Kiatisuk Senamuang - 1/2024-: Vũ Tiến Thành \| | |
| - 2005-2006: Arjhan Somgamsak - 2006-2006: Kiatisuk Senamuang - 2006-2007: Chatchai Paholpat. - 2007-2008: Anant Amornkiat - 2008-2009: Dusit Chalermsan | - 2009-2010: Chatchai Paholpat - 2010-2011: Kiatisuk Senamuang - 2011-2011: Dusit Chalermsan - 2011-2011: Huỳnh Văn Ảnh - 2012 - 2014: Choi Yoon-Kyum - 2014 - 2015: Guillaume Graechen - 2015- 10/2017: Nguyễn Quốc Tuấn - 10/2017-4/2019: Dương Minh Ninh - 4/2019-9/2020: Lee Tae-hoon - 9-10/2020: Dương Minh Ninh và Nguyễn Văn Đàn - 11/2020-: Kiatisuk Senamuang - 1/2024-: Vũ Tiến Thành |

## Thành tích thi đấu

### V.League 1
| Chú giải màu sắc | Chú giải màu sắc |
| ---------------- | ---------------- |
| Vô địch          |                  |
| Á quân           |                  |
| Hạng ba          |                  |
| Hạng tư          |                  |
| Thăng hạng       |                  |

| Thành tích của Hoàng Anh Gia Lai từ khi V.League được thành lập | Thành tích của Hoàng Anh Gia Lai từ khi V.League được thành lập | Thành tích của Hoàng Anh Gia Lai từ khi V.League được thành lập | Thành tích của Hoàng Anh Gia Lai từ khi V.League được thành lập | Thành tích của Hoàng Anh Gia Lai từ khi V.League được thành lập | Thành tích của Hoàng Anh Gia Lai từ khi V.League được thành lập | Thành tích của Hoàng Anh Gia Lai từ khi V.League được thành lập | Thành tích của Hoàng Anh Gia Lai từ khi V.League được thành lập | Thành tích của Hoàng Anh Gia Lai từ khi V.League được thành lập | Thành tích của Hoàng Anh Gia Lai từ khi V.League được thành lập | Thành tích của Hoàng Anh Gia Lai từ khi V.League được thành lập |
| Năm                                                             | Hạng đấu                                                        | Hạng đấu                                                        | Thành tích                                                      | St                                                              | T                                                               | H                                                               | B                                                               | Bt                                                              | Bb                                                              | Điểm                                                            |
| Năm                                                             | I                                                               | II                                                              | Thành tích                                                      | St                                                              | T                                                               | H                                                               | B                                                               | Bt                                                              | Bb                                                              | Điểm                                                            |
| --------------------------------------------------------------- | --------------------------------------------------------------- | --------------------------------------------------------------- | --------------------------------------------------------------- | --------------------------------------------------------------- | --------------------------------------------------------------- | --------------------------------------------------------------- | --------------------------------------------------------------- | --------------------------------------------------------------- | --------------------------------------------------------------- | --------------------------------------------------------------- |
| 2000–01                                                         |                                                                 |                                                                 | Thứ 5                                                           | 22                                                              | 9                                                               | 4                                                               | 9                                                               | 26                                                              | 20                                                              | 31                                                              |
| 2001–02                                                         |                                                                 |                                                                 | Thứ 3                                                           | 22                                                              | 13                                                              | 2                                                               | 7                                                               | 38                                                              | 32                                                              | 41                                                              |
| 2003                                                            |                                                                 |                                                                 | Vô địch                                                         | 22                                                              | 12                                                              | 7                                                               | 3                                                               | 41                                                              | 26                                                              | 43                                                              |
| 2004                                                            |                                                                 |                                                                 | Vô địch                                                         | 22                                                              | 14                                                              | 4                                                               | 4                                                               | 42                                                              | 13                                                              | 46                                                              |
| 2005                                                            |                                                                 |                                                                 | Thứ 4                                                           | 22                                                              | 9                                                               | 5                                                               | 8                                                               | 30                                                              | 24                                                              | 32                                                              |
| 2006                                                            |                                                                 |                                                                 | Thứ 4                                                           | 24                                                              | 10                                                              | 6                                                               | 8                                                               | 24                                                              | 21                                                              | 36                                                              |
| 2007                                                            |                                                                 |                                                                 | Thứ 3                                                           | 26                                                              | 12                                                              | 5                                                               | 9                                                               | 40                                                              | 33                                                              | 41                                                              |
| 2008                                                            |                                                                 |                                                                 | Thứ 7                                                           | 26                                                              | 11                                                              | 6                                                               | 9                                                               | 39                                                              | 35                                                              | 33                                                              |
| 2009                                                            |                                                                 |                                                                 | Thứ 6                                                           | 26                                                              | 11                                                              | 4                                                               | 11                                                              | 44                                                              | 45                                                              | 37                                                              |
| 2010                                                            |                                                                 |                                                                 | Thứ 7                                                           | 26                                                              | 11                                                              | 6                                                               | 9                                                               | 34                                                              | 27                                                              | 39                                                              |
| 2011                                                            |                                                                 |                                                                 | Thứ 9                                                           | 26                                                              | 8                                                               | 8                                                               | 10                                                              | 49                                                              | 46                                                              | 32                                                              |
| 2012                                                            |                                                                 |                                                                 | Thứ 5                                                           | 26                                                              | 11                                                              | 6                                                               | 9                                                               | 33                                                              | 33                                                              | 39                                                              |
| 2013                                                            |                                                                 |                                                                 | Thứ 3                                                           | 20                                                              | 10                                                              | 5                                                               | 5                                                               | 24                                                              | 16                                                              | 35                                                              |
| 2014                                                            |                                                                 |                                                                 | Thứ 9                                                           | 22                                                              | 5                                                               | 8                                                               | 9                                                               | 41                                                              | 48                                                              | 23                                                              |
| 2015                                                            |                                                                 |                                                                 | Thứ 13                                                          | 26                                                              | 6                                                               | 6                                                               | 14                                                              | 33                                                              | 50                                                              | 24                                                              |
| 2016                                                            |                                                                 |                                                                 | Thứ 12                                                          | 26                                                              | 9                                                               | 3                                                               | 14                                                              | 39                                                              | 50                                                              | 30                                                              |
| 2017                                                            |                                                                 |                                                                 | Thứ 10                                                          | 26                                                              | 9                                                               | 3                                                               | 14                                                              | 34                                                              | 43                                                              | 30                                                              |
| 2018                                                            |                                                                 |                                                                 | Thứ 8                                                           | 26                                                              | 8                                                               | 7                                                               | 11                                                              | 41                                                              | 53                                                              | 31                                                              |
| 2019                                                            |                                                                 |                                                                 | Thứ 8                                                           | 26                                                              | 10                                                              | 5                                                               | 11                                                              | 45                                                              | 46                                                              | 35                                                              |
| 2020                                                            |                                                                 |                                                                 | Thứ 7                                                           | 20                                                              | 6                                                               | 5                                                               | 9                                                               | 27                                                              | 36                                                              | 23                                                              |
| 2021                                                            |                                                                 |                                                                 | Thứ 1                                                           | 12                                                              | 9                                                               | 2                                                               | 1                                                               | 23                                                              | 9                                                               | 29                                                              |
| 2022                                                            |                                                                 |                                                                 | Thứ 6                                                           | 24                                                              | 7                                                               | 11                                                              | 6                                                               | 26                                                              | 24                                                              | 32                                                              |
| 2023                                                            |                                                                 |                                                                 | Thứ 10                                                          | 18                                                              | 5                                                               | 8                                                               | 5                                                               | 19                                                              | 19                                                              | 23                                                              |
| 2023–24                                                         |                                                                 |                                                                 | Thứ 10                                                          | 26                                                              | 8                                                               | 8                                                               | 10                                                              | 22                                                              | 35                                                              | 32                                                              |
| 2024–25                                                         |                                                                 |                                                                 | Thứ 9                                                           | 26                                                              | 7                                                               | 8                                                               | 11                                                              | 34                                                              | 41                                                              | 29                                                              |

### Thành tích nổi bật
- V.League 1:
  - Vô địch (2): 2003, 2004
- Cúp Quốc Gia:
  - Á quân (1): 2010
  - Hạng ba (3): 2005, 2011, 2014
- Siêu cúp bóng đá Việt Nam
  - Vô địch (2): 2003, 2004

### Đấu trường quốc tế
| Thành tích của Hoàng Anh Gia Lai tại các giải quốc tế | Thành tích của Hoàng Anh Gia Lai tại các giải quốc tế | Thành tích của Hoàng Anh Gia Lai tại các giải quốc tế | Thành tích của Hoàng Anh Gia Lai tại các giải quốc tế | Thành tích của Hoàng Anh Gia Lai tại các giải quốc tế | Thành tích của Hoàng Anh Gia Lai tại các giải quốc tế | Thành tích của Hoàng Anh Gia Lai tại các giải quốc tế | Thành tích của Hoàng Anh Gia Lai tại các giải quốc tế | Thành tích của Hoàng Anh Gia Lai tại các giải quốc tế        | Thành tích của Hoàng Anh Gia Lai tại các giải quốc tế | Thành tích của Hoàng Anh Gia Lai tại các giải quốc tế |
| Năm                                                   | Thành tích                                            | St                                                    | T                                                     | H                                                     | B                                                     | Bt                                                    | Bb                                                    | Đối thủ                                                      | Sân nhà                                               | Sân khách                                             |
| ----------------------------------------------------- | ----------------------------------------------------- | ----------------------------------------------------- | ----------------------------------------------------- | ----------------------------------------------------- | ----------------------------------------------------- | ----------------------------------------------------- | ----------------------------------------------------- | ------------------------------------------------------------ | ----------------------------------------------------- | ----------------------------------------------------- |
| AFC Champions League                                  |                                                       |                                                       |                                                       |                                                       |                                                       |                                                       |                                                       |                                                              |                                                       |                                                       |
| 2004                                                  | Vòng 1                                                | 6                                                     | 2                                                     | 1                                                     | 3                                                     | 10                                                    | 10                                                    | Đại Liên Thực Đức Krung Thai PSM Makassar                    | 3–1 0–1 5–1                                           | 0–2 2–2 0–3                                           |
| 2005                                                  | Vòng 1                                                | 6                                                     | 0                                                     | 0                                                     | 6                                                     | 1                                                     | 25                                                    | Thâm Quyến Kiện Lực Bảo Suwon Samsung Bluewings Jubilo Iwata | 0–2 1–5 0–1                                           | 0–5 0–6                                               |
| 2022                                                  | Vòng bảng                                             | 4                                                     | 0                                                     | 2                                                     | 2                                                     | 3                                                     | 5                                                     | Jeonbuk Hyundai Motors Yokohama F. Marinos Sydney FC         | 1–1 1–2 0–0                                           | 0–1 0–0 1–1                                           |
| Tổng cộng                                             | 3 lần tham dự                                         | 12                                                    | 2                                                     | 1                                                     | 9                                                     | 11                                                    | 35                                                    | -                                                            | -                                                     | -                                                     |
| AFF Champions League                                  |                                                       |                                                       |                                                       |                                                       |                                                       |                                                       |                                                       |                                                              |                                                       |                                                       |
| 2003                                                  | Vòng 1                                                | 2                                                     | 1                                                     | 0                                                     | 1                                                     | 3                                                     | 3                                                     | Persita Tangerang Bưu điện và Giao thông                     | 1–2 2–1                                               | 1–2 2–1                                               |
| 2003                                                  | Tứ kết                                                | 1                                                     | 0                                                     | 0                                                     | 1                                                     | 1                                                     | 2                                                     | BEC Tero Sasana                                              | 1–2                                                   | 1–2                                                   |
| 2005                                                  | Vòng 1                                                | 3                                                     | 2                                                     | 0                                                     | 1                                                     | 19                                                    | 6                                                     | Pahang FA Nagacorp FC FC Zebra                               | 0–4 5–1 14–1                                          | 0–4 5–1 14–1                                          |
| 2005                                                  | Bán kết                                               | 1                                                     | 0                                                     | 1                                                     | 0                                                     | 0                                                     | 0                                                     | Tampines Rovers FC                                           | 0–0 (3–5 pen)                                         | 0–0 (3–5 pen)                                         |
| Tổng cộng                                             | 1 lần: Hạng ba                                        | 7                                                     | 3                                                     | 1                                                     | 3                                                     | 23                                                    | 11                                                    | -                                                            | -                                                     | -                                                     |

## Biểu trưng của câu lạc bộ

2002 – 2006
2006 – nay